# Cascina Brughetto
Cascina Brughetto è una località di Busto Arsizio che è stata comune autonomo fino al 1730, prima di essere inglobato nel comune di Sacconago.

## Storia

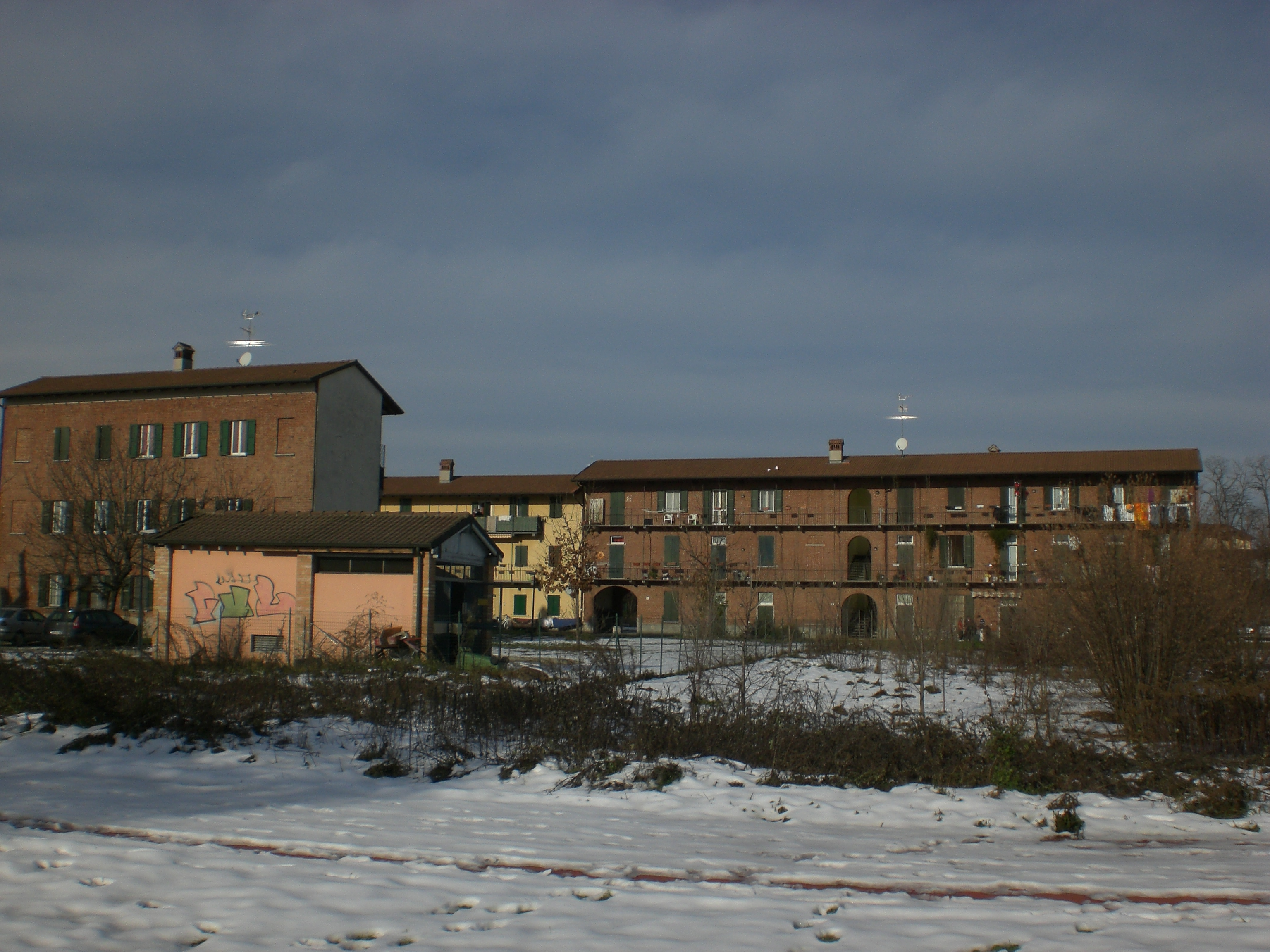
Cascina Brughetto

Questo piccolo abitato rurale fu comune autonomo fino al 1730, anno in cui la cascina entrò a far parte del comune di Sacconago seguendone le vicende fino al 1928, anno in cui Sacconago fu annesso a Busto Arsizio.
In origine esisteva il solo nucleo rurale di Cascina Brughetto (anticamente detta anche Cascina Borghetto) nel quale si trovava anche la chiesa di Sant'Eurosia, abbattuta negli anni '50 del Novecento, quando venne costruita la chiesa di Sant'Edoardo. Nel Novecento l'area intorno alla cascina iniziò ad urbanizzarsi, specie verso nord, e nel 1938 iniziò la costruzione della chiesa di Sant'Edoardo, nella quale vennero portati alcuni dipinti che si trovavano nell'abbattuta chiesetta di Sant'Eurosia. La chiesa di Sant'Edoardo diventò parrocchia nel 1947 e la Cascina Brughetto fu inclusa nel quartiere di Sant'Edoardo, che poté quindi considerarsi l'erede dell'antico comune di Cascina Brughetto.
Nel secondo dopoguerra, però, il quartiere di Sant'Edoardo subì una nuova e notevole espansione, che lo portò ad essere uno dei quartieri più popolati di Busto; per questo nel 1951 venne inaugurata la chiesa di Santa Croce, che si trova proprio di fronte alla Cascina Brughetto. Nel 1991 anche la chiesa di Santa Croce divenne parrocchia e la Cascina Brughetto fu inclusa nel nuovo quartiere di Santa Croce, nato da una costola del quartiere di Sant'Edoardo. Per questo motivo, si può dire che l'antico comune di Cascina Brughetto attualmente corrisponde ai quartieri bustesi di Santa Croce e Sant'Edoardo.
Secondo l'opinione di alcuni storici, è proprio nei campi intorno a questa cascina che nel 1176 si combatterono le fasi iniziali della battaglia di Legnano.